# SN 2000fc
SN 2000fc – supernowa typu Ia odkryta 17 listopada 2000 roku w galaktyce A005833-2746. W momencie odkrycia miała maksymalną jasność 22,40m.